# Jelizaveta Ivanovna Bikova
Jelizaveta Ivanovna Bikova (oroszul: Елизаве́та Ива́новна Бы́кова, az angol szakirodalomban: Bykova, a német szakirodalomban: Bykowa), (Bogoljubovo, 1913. november 4. – Moszkva, 1989. március 8.) szovjet női sakkozó, a harmadik és ötödik női sakkvilágbajnok (1953–1956, 1958–1962), a Szovjetunió háromszoros női sakkbajnoka.
Női nemzetközi mester 1950-től, nemzetközi mester 1953-tól, női nemzetközi nagymester 1976-tól, sakkszakíró, újságíró.
2013-ban beválasztották a World Chess Hall of Fame (Sakkhírességek Csarnoka) tagjai közé.

## Élete
Földműves családban született az orosz birodalom Vlagyimiri területén fekvő Bogoljubovo faluban. 12 éves korában kezdett el sakkozni a bátyjával, abban az évben, amikor családja Moszkvába költözött. Tehetsége 1927-ben mutatkozott meg először, amikor megnyerte iskolája sakkbajnokságát.
Iskolái után a Szovjetunió Központi Statisztikai Hivatalánál kezdett dolgozni. Ezekben az években munkája miatt nagyon keveset foglalkozott sakkal, de sok más sportágat hobbi szinten űzött: korcsolyázott, teniszezett, kerékpározott, motorkerékpározott.

## Sakkpályafutása
Sakkpályafutását 1935-től számíthatjuk, amikor részt vett a Moszkvában rendezett nagyszabású ifjúsági sakkversenyen. Ezt követően, 1936-tól a Moszkvában megnyílt női sakkiskola tanulója lett. Ekkor kezdett komolyabban foglalkozni a sakkelmélettel.
Első nagyobb sikereként 1937-ben 3. helyezést ért el Moszkva női bajnokságán, amelyet először 1938-ban nyert meg. 1938 és 1952 között hatszor nyerte el a Moszkva női sakkbajnoka címet. Háromszor, 1947-ben, 1948-ban és 1950-ben nyerte meg a Szovjetunió női sakkbajnokságát.
1953-ban a világbajnokjelölti verseny megnyerését követően párosmérkőzésen győzött a címvédő Ljudmila Rudenko ellen, ezzel megszerezte a női világbajnoki címet. E címet 1956-ban Olga Rubcova elhódította tőle, de élve a visszavágás lehetőségével, az 1958-ban rendezett párosmérkőzésük megnyerésével Bikova visszaszerezte azt. A női világbajnok címet 1962-ig viselte, amikor a világbajnoki döntő párosmérkőzésén vereséget szenvedett Nona Gaprindasvilitől.
1953-ban a női világbajnoki címhez a Nemzetközi Sakkszövetség a nemzetközi mesteri címet adományozta neki. 1976-ban kapta meg a női nemzetközi nagymester fokozatot.
Legnagyobb nemzetközi versenysikere volt, hogy 1960-ban megnyerte az Amszterdamban rendezett nemzetközi női sakkversenyt. Az 1970-es évek végéig versenyzett.

## Világbajnoki mérkőzései
A Vera Menchik halála miatt megüresedett női világbajnoki címért kiírt versenyen 1949/50-ben a 3. helyet szerezte meg.
1952-ben megnyerte a 10 ország 16 versenyzője részvételével Moszkvában rendezett női világbajnokjelölti versenyt, ezzel jogot nyert arra, hogy párosmérkőzésre kihívja Ljudmila Rudenkót a világbajnoki cím viselőjét. A párosmérkőzésre 1953-ban Moszkvában került sor, amelyen Bikova 8–6 (+7=2-5) arányban győzött, így ő lett a sakkozás történetének harmadik női világbajnoka.
Az 1955–56-os világbajnoki ciklusban a FIDE úgy döntött, hogy a világbajnoki címért hárman mérkőzzenek meg: a címvédő, az előző világbajnoki döntő vesztese, valamint a világbajnokjelölti verseny győztese. Ennek megfelelően 1956-ban hárman küzdöttek a női világbajnoki címért: Jelizaveta Bikova, Ljudmila Rudenko, valamint Olga Rubcova. A hármas körmérkőzésen nyolc-nyolc mérkőzést vívtak egymással, amelyet végül Olga Rubcova nyert meg, ezzel ő lett a sakkozás negyedik világbajnoka.
A világbajnoki címet elvesztő versenyzőnek ebben az időszakban lehetősége volt arra, hogy visszavágót kérjen.Erre 1958-ban került sor. A 6. játszma után még Rubcova vezetett 4–2 arányban, azonban ekkor Bikova hat egymás utáni győzelmet szerzett, és meggyőző fölénnyel 8,5–5,5 arányban (+7=3-4) győzött Olga Rubcova ellen, ezzel visszahódította a női világbajnoki címet.
1959-ben Kira Zvorikina lett a Plovdivban rendezett női világbajnokjelölti verseny győztese, így ő mérkőzhetett meg a címért Bikovával. A párosmérkőzésre Moszkvában került sor, amelyen Bikova könnyedén 8,5–4,5 arányban nyert, így megvédte világbajnoki címét.
Az 1961-es világbajnokjelölti versenyt az akkor 20 éves Nona Gaprindasvili nyerte, így ő lett Bikova kihívója. A világbajnoki címért folyó párosmérkőzésre 1962-ben Moszkvában került sor, amelyen a fiatal grúz versenyző elsöprő, 9–2 (+7=4-0) arányú győzelmet aratott, ezzel ő lett a sakkozás sokáig legfiatalabb női világbajnoka.

## Emlékezete
- 2004 óta sakk emlékversenyt rendeznek a tiszteletére Vlagyimirban.[2]
- A Nemzetközi Sakkszövetség (FIDE) születésének 100. évfordulóját, 2013-at Jelizaveta Bikova évének nyilvánította.[13]

## Megjelent művei
- Соревнования на первенство мира по шахматам среди женщин : К Междунар. женскому шахматному турниру 1955 г. в Москве / Быкова Елизавета Ивановна. — М.: ФиС, 1955. — 48 с.: ил.
- Вера Менчик : [Первая чемпионка мира по шахматам] / Быкова Елизавета Ивановна. — М.: ФиС, 1957. — 169 с.: ил.
- Советские шахматистки / Быкова Елизавета Ивановна. — М.: ФиС, 1957. — 328 с.: ил.